# Reggie Jackson (baloncestista)
Reginald Shon "Reggie" Jackson (Pordenone, Italia, 16 de abril de 1990) es un jugador de baloncesto estadounidense que actualmente se encuentra sin equipo. Con 1,88 metros de estatura juega en la posición de base o escolta.

## Trayectoria deportiva

### Universidad
Jugó durante tres temporadas con los Eagles del Boston College, en las que promedió 12,7 puntos, 4,4 asistencias y 3,5 rebotes por partido. En su primera temporada consiguió dobles figuras en 12 partidos, teniendo su actuación más destacada ante North Carolina, consiguiendo 17 puntos y 3 rebotes saliendo desde el banquillo.
En su segundo año logró su primer doble-doble ante Saint Joseph's, con 18 puntos y 11 rebotes. fue titular en 20 de los 31 partidos que disputó, liderando al equipo en anotación en seis ocasiones.
Ya en su última temporada fue el máximo anotador de los Eagles, promediando 18,2 puntos por partido, y acabó en tercera posición de la Atlantic Coast Conference tras Nolan Smith y Malcolm Delaney, siendo incluido en el mejor quinteto de la conferencia.

#### Estadísticas
| Año     | Equipo         | PJ | PT | MPP  | %TC  | %3P  | %TL  | RPP | APP | ROB | TPP | PPP  |
| ------- | -------------- | -- | -- | ---- | ---- | ---- | ---- | --- | --- | --- | --- | ---- |
| 2008–09 | Boston College | 34 | 0  | 20.0 | .440 | .273 | .685 | 3.3 | 1.7 | .8  | .4  | 7.0  |
| 2009–10 | Boston College | 31 | 20 | 30.1 | .430 | .291 | .733 | 5.7 | 4.5 | .6  | .5  | 12.9 |
| 2010–11 | Boston College | 34 | 32 | 34.1 | .503 | .420 | .796 | 4.3 | 4.5 | 1.1 | .5  | 18.2 |
| Total   | Total          | 99 | 52 | 28.0 | .465 | .351 | .753 | 4.4 | 3.5 | .8  | .5  | 12.7 |

### Profesional

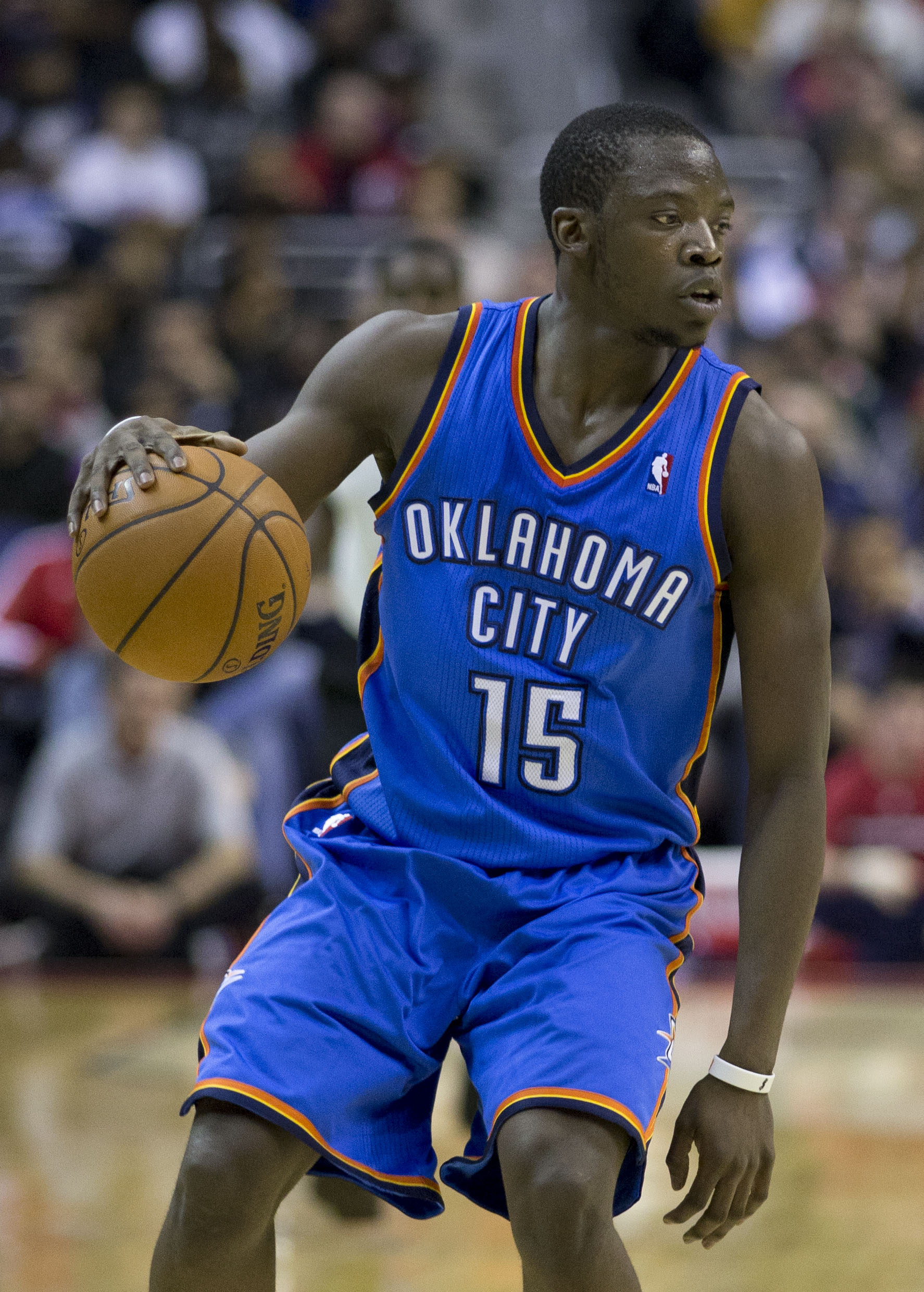
Jackson, en su etapa con los Thunder en 2014.

#### Oklahoma (2011-2015)
Fue elegido en la vigésimo cuarta posición del Draft de la NBA de 2011 por Oklahoma City Thunder. Debutó el 31 de diciembre ante Phoenix Suns, consiguiendo 2 puntos en 5 minutos de juego. En su primera temporada, Jackson vio acción limitada con los Thunder, con un promedio de 11,1 minutos por partido en 45 encuentros. Anotó más de tres puntos por partido, pero solo acertó el 32% en tiros de campo. Jackson llegó a las Finales de la NBA de 2012 con los Thunder, pero el equipo fue derrotado por los Miami Heat.
Jackson fue varias veces asignados a los Tulsa 66ers de la NBA Development League entre marzo y diciembre de 2012.
En la siguiente temporada sus minutos y la producción aumentaron constantemente. En el segundo partido de la primera ronda de los playoffs, serie contra los Houston Rockets, Russell Westbrook, base titular de los Oklahoma City Thunder, se lesionó en la rodilla, y Jackson fue ascendido al puesto de titular. En su primer partido como titular en su carrera, logró 14 puntos, dos rebotes y una asistencia, ayudando a OKC a ganar el tercer partido. Como titular durante los playoffs, Jackson promedió 15,3 puntos, 5,3 rebotes y 4,7 asistencias.
El 16 de enero de 2014, Jackson anotó 23 puntos junto con 6 robos y 4 asistencias en la victoria contra los Houston Rockets por 104-92. Jackson fue elegido para competir en el Concurso de Habilidad de 2014.
El 26 de abril de 2014, Jackson registró un récord personal de 31 puntos junto con 9 rebotes contra los Memphis Grizzlies en el cuarto partido de la serie de la primera ronda de los Playoffs NBA 2014, el cual ganaron los Thunder por 92-89. Jackson anotó 5 puntos en el último minuto de la regulación para forzar la prórroga. En la prórroga, Jackson anotó cuatro tiros libres para asegurar la victoria de los Thunder.

#### Detroit (2015-2020)
Tras casi cuatro temporadas en Oklahoma, el 19 de febrero de 2015, fue traspasado a los Detroit Pistons, en un acuerdo a tres bandas, en el cual Kendrick Perkins, los derechos de Tibor Pleiß y dos futuras rondas del draft fueron a Utah Jazz, y los Oklahoma City Thunder recibieron a Enes Kanter, DJ Augustin y Steve Novak.
El 6 de julio de 2015 renueva con los Detroit Pistons a cambio de 80 millones de dólares por las próximas cinco temporadas. Desde que llegó a Detroit, se convirtió en el base titular del equipo. El 8 de noviembre de 2015, registró la máxima anotación de su carrera, con 40 puntos, en la victoria frente a Portland Trail Blazers.

#### Los Ángeles (2020-2023)
Después de más de cinco temporadas en Detroit, y tras solo participar en 14 encuentros en la 2019-20, el 18 de febrero de 2020, los Pistons cortan a Jackson, el cual es reclamado al día siguiente por Los Angeles Clippers.
El 6 de agosto de 2021, acuerda una extensión de contrato con los Clippers por $22 millones y 2 años. El 3 de marzo de 2022, ante Los Angeles Lakers alcanza el máximo de la temporada en anotación, con 36 puntos.

#### Denver (2023-2024)
El 9 de febrero de 2023 es traspasado a Charlotte Hornets, a cambio de Mason Plumlee, pero fue cortado por los Hornets al día siguiente, para firmar el 11 de febrero por Denver Nuggets.
El 12 de junio de 2023 se proclama campeón de la NBA por primera vez en su carrera tras vencer a Miami Heat en la final de la NBA.

#### Philadelphia (2024-2025)
El 28 de junio de 2024 es traspasado a Charlotte Hornets, pero es cortado a los pocos días, y a finales de julio firma con Philadelphia 76ers.
El 6 de febrero de 2025 es traspasado a Washington Wizards a cambio de Jared Butler, pero fue posteriormente cortado.

## Estadísticas de su carrera en la NBA
|  | Denota temporadas en las que fue Campeón de la NBA |

### Temporada regular
| Año     | Equipo        | PJ  | PT  | MPP  | %TC  | %3P  | %TL  | RPP | APP | ROB | TPP | PPP  |
| ------- | ------------- | --- | --- | ---- | ---- | ---- | ---- | --- | --- | --- | --- | ---- |
| 2011-12 | Oklahoma City | 45  | 0   | 11.1 | .321 | .210 | .862 | 1.2 | 1.6 | .6  | .0  | 3.1  |
| 2012-13 | Oklahoma City | 70  | 0   | 14.2 | .458 | .231 | .839 | 2.4 | 1.7 | .4  | .2  | 5.3  |
| 2013-14 | Oklahoma City | 80  | 36  | 28.5 | .440 | .339 | .893 | 3.9 | 4.1 | 1.1 | .1  | 13.1 |
| 2014-15 | Oklahoma City | 50  | 13  | 28.0 | .432 | .278 | .861 | 4.0 | 4.2 | .8  | .1  | 12.8 |
| 2014-15 | Detroit       | 27  | 27  | 32.2 | .436 | .337 | .796 | 4.7 | 9.2 | .8  | .1  | 17.6 |
| 2015-16 | Detroit       | 79  | 79  | 30.7 | .434 | .353 | .864 | 3.2 | 6.2 | .7  | .1  | 18.8 |
| 2016-17 | Detroit       | 52  | 50  | 27.4 | .420 | .359 | .868 | 2.2 | 5.2 | .7  | .1  | 14.5 |
| 2017-18 | Detroit       | 45  | 45  | 26.7 | .426 | .308 | .836 | 2.8 | 5.3 | .6  | .1  | 14.6 |
| 2018-19 | Detroit       | 82  | 82  | 27.9 | .421 | .369 | .864 | 2.6 | 4.2 | .7  | .1  | 15.4 |
| 2019-20 | Detroit       | 14  | 14  | 27.2 | .384 | .378 | .788 | 2.9 | 5.1 | .7  | .1  | 14.9 |
| 2019-20 | L.A. Clippers | 17  | 6   | 21.3 | .453 | .413 | .905 | 3.0 | 3.2 | .3  | .2  | 9.5  |
| 2020-21 | L.A. Clippers | 67  | 43  | 23.0 | .450 | .433 | .817 | 2.9 | 3.1 | .6  | .1  | 10.7 |
| 2021-22 | L.A. Clippers | 75  | 75  | 31.2 | .392 | .326 | .847 | 3.6 | 4.8 | .7  | .2  | 16.8 |
| 2022-23 | L.A. Clippers | 52  | 38  | 25.7 | .418 | .350 | .924 | 2.2 | 3.5 | .7  | .1  | 10.9 |
| 2022-23 | Denver        | 16  | 2   | 19.9 | .383 | .279 | .833 | 1.8 | 3.1 | .6  | .1  | 7.9  |
| 2023-24 | Denver        | 82  | 23  | 22.2 | .431 | .359 | .806 | 1.9 | 3.8 | .5  | .2  | 10.2 |
| 2024-25 | Philadelphia  | 31  | 1   | 12.4 | .391 | .338 | .778 | 1.4 | 1.5 | .5  | .1  | 4.4  |
| Total   | Total         | 884 | 530 | 24.7 | .423 | .345 | .854 | 2.8 | 4.1 | .7  | .1  | 12.3 |

### Playoffs
| Año   | Equipo        | PJ | PT | MPP  | %TC  | %3P  | %TL   | RPP | APP | ROB | TPP | PPP  |
| ----- | ------------- | -- | -- | ---- | ---- | ---- | ----- | --- | --- | --- | --- | ---- |
| 2013  | Oklahoma City | 11 | 9  | 33.5 | .479 | .302 | .897  | 4.9 | 3.6 | .5  | .5  | 13.9 |
| 2014  | Oklahoma City | 19 | 4  | 27.9 | .466 | .396 | .886  | 3.8 | 2.4 | .3  | .2  | 11.1 |
| 2016  | Detroit       | 4  | 4  | 36.8 | .455 | .167 | .1000 | 3.3 | 9.3 | 1.5 | .5  | 14.3 |
| 2019  | Detroit       | 4  | 4  | 27.0 | .431 | .429 | .857  | 3.3 | 7.0 | .8  | .0  | 17.8 |
| 2020  | L.A. Clippers | 12 | 1  | 14.2 | .438 | .531 | .000  | 1.8 | .9  | .2  | .1  | 4.9  |
| 2021  | L.A. Clippers | 19 | 17 | 32.7 | .484 | .408 | .878  | 3.2 | 3.4 | .9  | .2  | 17.8 |
| 2023  | Denver        | 6  | 0  | 3.0  | .500 | .500 | —     | .3  | .3  | .2  | .0  | .5   |
| 2024  | Denver        | 12 | 0  | 9.8  | .333 | .348 | 1.000 | 1.3 | 1.0 | .2  | .1  | 3.5  |
| Total | Total         | 87 | 39 | 23.9 | .460 | .389 | .890  | 2.9 | 2.8 | .5  | .2  | 10.7 |

## Vida personal
Reggie nació en Italia al estar destinado su padre como militar estadounidense en la Base Aérea de Aviano. Luego su familia se mudó a Inglaterra antes de regresar a Estados Unidos cuando él tenía cinco años. Vivieron un año en North Dakota, luego en Georgia y en Florida, antes de establecerse definitivamente en Colorado Springs cuando Reggie cursaba sexto grado.